# Belle de jour (film)
Pour les articles homonymes, voir Belle de jour.
Pour plus de détails, voir Fiche technique et Distribution.
Belle de jour est un drame psychologique et une comédie érotique de la nouvelle vague italo-française de Luis Buñuel, sorti au cinéma en 1967, tirée du roman Belle de jour de Joseph Kessel paru en 1928.
Le titre du film évoque le nom d'une fleur qui ne fleurit que la journée, et en l'occurrence fait référence au surnom du personnage principal du film, une call-girl à qui la patronne de la maison de passe qu'elle fréquente a donné ce surnom, parce qu'elle n'offre ses charmes que l'après-midi.

## Synopsis
Séverine Serizy (Catherine Deneuve) est une jeune et très belle femme mariée au très charmant docteur Pierre Serizy (Jean Sorel). Animée de fantasmes masochistes assez particuliers, elle reconnait aimer son mari « au-delà du plaisir » car elle ne parvient pas à trouver le plaisir avec lui, ce qui les frustre tous deux. Un ami du couple, surtout de Pierre, un peu plus âgé qu'eux, Monsieur Henri Husson (Michel Piccoli), en vient à parler à Séverine d'un bordel qu'il fréquentait dans le passé et, accessoirement, lui avoue son désir pour elle.
Séverine, à la personnalité brisée, et qui est, selon toute apparence, insatisfaite sexuellement, se rend dans le lieu que lui a signalé Husson, entre en contact avec la patronne de l'endroit, Madame Anaïs (Geneviève Page), qui pense qu'elle a des problèmes d'argent, et commence à y travailler secrètement, étant entendu qu'elle ne s'y prostituera que certains après-midi de 14 à 17 heures (d'où le surnom qu'on lui donne : « Belle de jour »). Elle retrouve ensuite, en fin d'après-midi, les bras de son mari, qui, amoureux confiant et heureux, ne se doute évidemment de rien.
Après bon nombre de passes sans lendemain ni conséquences, qui sont autant d'expériences pittoresques (un fabricant de bonbons bordelais, paternaliste et farceur, un Asiatique policé et herculéen au baragouin incompréhensible, un duc BCBG aux fantasmes mortuaires extravagants), Belle de jour se lie à Marcel (Pierre Clémenti), un jeune rebelle qui éveille sa passion et satisfait autant ses sens que son masochisme secret.
La situation se complique lorsque la jeune femme envisage avec l'accord de Madame Anaïs de cesser de fréquenter sa maison, parce que Marcel devient trop exigeant et jaloux de son mari ; elle devient même catastrophique, quand Monsieur Husson, revenu dans la maison de passe après une très longue absence, découvre le secret de Séverine et, suprême humiliation, refuse finalement de coucher avec elle car, dit-il, ce qu'il aimait en elle, c'était sa vertu.
Pire, Hippolyte, le grand ami du jeune loubard Marcel, suit Séverine à son insu jusque chez elle et découvre son adresse, sa vraie identité. Marcel peut ainsi rendre visite à la jeune femme et la menacer de tout révéler au mari, dont la photo trône dans le salon. Elle réussit quand même à le convaincre de quitter l'appartement.
En fait, Marcel attend simplement dans sa voiture le retour du mari et il lui tire dessus avant de s'enfuir. Dans sa précipitation, il provoque un accident de circulation et, après un échange de coups de feu avec la police, est abattu par celle-ci.
Bien que très grièvement blessé, entre la vie et la mort pendant plusieurs jours, Pierre, le jeune médecin, mari de Séverine, survit à ses blessures. Il sort hélas de l'hôpital aveugle et en chaise roulante, partiellement paralysé. La police ne parvient pas à élucider les motifs de la tentative de meurtre et Séverine, apaisée, devient la garde-malade de son mari, tout aux petits soins pour lui. Le calme semble revenu dans l'appartement très bourgeois du couple jusqu'à ce que Monsieur Husson s'y annonce. Avec son cynisme habituel, il déclare à Séverine que, dans une volonté de libérer Pierre, son ami infirme, de la reconnaissance qu'il croit devoir à sa femme, il va lui révéler comment elle occupait ses après-midi. Séverine n'a aucun moyen de s'opposer à la révélation. Husson lui propose d'ailleurs, juste avant d'entrer dans la chambre du malade, d'assister à l'entretien. Elle préfère rester au salon et s'asseoir sur le canapé, en fermant les yeux.
On retrouve Pierre et Séverine chez eux, côte à côte, lui dans son fauteuil roulant, elle en train de faire de la broderie. En s'adressant tendrement à son mari, elle se rend compte qu'il est comme terrassé, sans réaction et que les doigts de sa main, grande ouverte sur une cuisse, ne bougent plus du tout. Ultime fantasme de Séverine : son mari a miraculeusement retrouvé la santé et quitté son fauteuil d'infirme et ses lunettes noires d'aveugle. Les deux époux s'embrassent amoureusement, avant de regarder par la fenêtre comme dans la scène d'ouverture. On revoit la voiture découverte tirée par deux chevaux et conduite par un cocher et son valet de pied. Elle avance dans une grande allée jonchée des feuilles mortes des bois avoisinants. Contrairement au fantasme initial, le couple Serizy n'est plus assis à l'arrière du landau : les banquettes de celui-ci sont vides.

## Fiche technique
- Titre original français : Belle de jour
- Titre italien : Bella di giorno
- Réalisation : Luis Buñuel
- Assistant-réalisateur : Pierre Lary
- Scénario : Luis Buñuel, Jean-Claude Carrière, adapté du roman homonyme de Joseph Kessel
- Photographie : Sacha Vierny
- Cadreur : Philippe Brun
- Montage : Louisette Hautecoeur
- Décors : Robert Clavel
- Costumes (Catherine Deneuve) : Yves Saint Laurent[1]
- Son : René Longuet
- Script-girl : Suzanne Durrenberger
- Régisseur général : Marc Goldstaub
- Producteurs : Robert Hakim et Raymond Hakim
- Directeur de production : Henri Baum
- Société de production : Paris Film Production, Five Film
- Société de distribution : Valoria Films (France), Alta Films (Espagne), Allied Artists Pictures (États-Unis)
- Pays de production :  France -  Italie
- Langue originale : français
- Format : Couleur par Eastmancolor - 1,66:1 - Son mono - 35 mm
- Genre : Comédie dramatique
- Durée : 101 minutes (1 h 41)
- Dates de sortie :  
  - France : 24 mai 1967
  - Italie : 5 septembre 1967 (Mostra de Venise 1967) ; 14 septembre 1967
- Affiche : René Ferracci (France)

## Distribution
- Catherine Deneuve : Séverine Sérizy dite « Belle de jour »
- Jean Sorel : Pierre Sérizy
- Michel Piccoli : Henri Husson
- Macha Méril : Renée Fevret
- Geneviève Page : Madame Anaïs
- Françoise Fabian : Charlotte
- Maria Latour : Mathilde
- Muni : Pallas
- Francis Blanche : Monsieur Adolphe, le client régulier
- François Maistre : le client masochiste
- Iska Khan : le client asiatique
- Georges Marchal : le duc
- Bernard Musson : le domestique du duc
- Francisco Rabal : Hippolyte
- Pierre Clémenti : Marcel
- Stéphane Bouy : le trafiquant au bar
- Antonio Passalia : un homme au bar
- Marc Eyraud : le barman
- Claude Cerval : le chauffeur
- Adélaïde Blasquez : Maria, la bonne
- Michel Charrel : le valet de pied
- Marcel Charvey : le professeur Henri
- Dominique Dandrieux : Henriette
- Pierre Marsay : l'interne
- Brigitte Parmentier : Séverine enfant
- Debut de Roseville : le cocher
- Claude Salez : l'agent qui abat Marcel
- Pierre Vaudier : un chirurgien
- Louis Viret : l'encaisseur
- Dominique Sauvage : Catherine dite Cathy
- Luis Buñuel : un consommateur à la Cascade / un passant aux Champs-Elysées
- Albert Daumergue : un chirurgien

## Récompenses et distinctions
- Lion d'or au Festival de Venise 1967
- Prix Méliès en 1967

## Analyse
Pour Olivier Bourque de la revue Séquences, Buñuel brosse « un portrait implacable des contraintes de la bourgeoisie. Sans jugement aucun, il accompagne cette femme, cette héroïne bovarienne, qui ne peut vivre dans un milieu social qu'elle trouve étouffant. Il ne donne pas plus de réponses sur les motivations de la belle à être violée, brutalisée. Mais le film apporte tout de même un éclairage : Séverine se transforme en une épouse épanouie à partir du moment où elle devient Belle de jour  ».
« Dans ce récit d'une riche épouse d'un interne en médecine qui se livre à la prostitution occasionnelle, Buñuel porte, à son habitude, un regard acide sur la bourgeoisie. Mais il aborde aussi avec pudeur des interrogations sur le bien et le mal, sur la recherche ambigüe du plaisir masochiste par cette femme sujette au bovarysme dans des conditions qui peuvent être humiliantes. Peut-on vendre son corps et y trouver du plaisir ? Et peut-on vendre son corps tout en restant fidèle ? On peut se demander si certaines scènes sont nées de l'imagination de Séverine, ou si elles ont réellement lieu. Ce film présente le conflit entre le plus tendre amour et l'exigence implacable des sens. Mêlant adroitement rêve et réalité, Luis Buñuel brosse un portrait de femme ambigu et troublant, que l’exercice du vice transfigure. »

## Autour du film
- Le film ne comporte aucune musique originale, mais cependant Michel Magne a composé un thème utilisé uniquement pour la bande annonce originale du film. Cette musique n'a pas été reprise dans la nouvelle bande annonce créée pour promouvoir la ressortie du film en version restaurée 4K, célébrant ses 50 ans en 2017.
- Le réalisateur américain Martin Scorsese a fait en sorte que le film sorte en DVD en 2002.
- En 2006, le réalisateur portugais Manoel de Oliveira a sorti Belle toujours, qui raconte la rencontre imaginée entre deux personnages du film.

### Conférences
- Forum des images :  Belle de jour de Luis Buñuel  analysé par Noël Simsolo, le 9 mai 2007. Vidéo.